# 5.º governo da Monarquia Constitucional
O 5.º governo da Monarquia Constitucional, ou 4.º governo do Devorismo, o último deste período, nomeado a 20 de abril de 1836 e exonerado a 10 de setembro de 1836, foi presidido pelo duque da Terceira (que foi nomeado um dia antes), se bem que o cargo de presidente do Conselho de Ministros ainda não estava juridicamente definido.
A sua constituição era a seguinte:
| Cargo                                                                   | Detentor | Detentor                                | Período                                      |
| ----------------------------------------------------------------------- | -------- | --------------------------------------- | -------------------------------------------- |
| Presidente do Conselho de Ministros                                     |          | Duque da Terceira (1792–1860)           | 19 de abril de 1836 a 10 de setembro de 1836 |
| Ministro e Secretário de Estado dos Negócios do Reino                   |          | Agostinho José Freire (1780–1836)       | 20 de abril de 1836 a 10 de setembro de 1836 |
| Ministro e Secretário de Estado dos Negócios Eclesiásticos e de Justiça |          | Joaquim António de Aguiar (1792–1874)   | 20 de abril de 1836 a 10 de setembro de 1836 |
| Ministro e Secretário de Estado dos Negócios da Fazenda                 |          | José da Silva Carvalho (1782–1856)      | 20 de abril de 1836 a 10 de setembro de 1836 |
| Ministro e Secretário de Estado dos Negócios da Guerra                  |          | Duque da Terceira (1792–1860)           | 19 de abril de 1836 a 10 de setembro de 1836 |
| Ministro e Secretário de Estado dos Negócios da Marinha e Ultramar      |          | Manuel Gonçalves de Miranda (1780–1841) | 20 de abril de 1836 a 10 de setembro de 1836 |
| Ministro e Secretário de Estado dos Negócios Estrangeiros               |          | Conde de Vila Real (1815–1858)          | 20 de abril de 1836 a 10 de setembro de 1836 |